# Gián Đức
Gián Đức (danh pháp hai phần: Blattella germanica) là một loài gián thuộc họ Blattellidae. Loài gián này dài từ 1.3 cm đến 1.6 cm và có trường hợp lớn hơn. Nó có thể có màu nâu vàng nhạt đến gần như đen, và có hai sọc song song tối chạy từ đầu đến chân cánh. Dù có cánh, nó không thể bay. Loài này được tìm thấy ở các khu định cư của con người. Loài này thường sinh sống ở các nhà hàng, khu vực chế biến thực phẩm, khách sạn và bệnh xá. Trong khu vực khí hậu lạnh hơn, chúng được tìm thấy gần nơi cư trú của con người, vì chúng không chịu được lạnh. Tuy nhiên, gián Đức đã được tìm thấy như xa phía bắc tận Alert, Nunavut, và phía nam tận Patagonia.